# 李初建
李初建（1953年—），男，江苏宜兴人，中国男高音歌唱家，中国交响乐团合唱团男高音，一级演员。